# Пасай
Пасай (Пасей) або Самудра (Самудера) (1267 —1521 роки) — середньовічна держава на о. Суматра, що утворилося внаслідок занепаду держави Шривіджая. Близько 1360 року визнала зверхність Маджапагіту. Остаточно знищена султанатом Ачех. В китайських джерелах відома як Су-моу-ту-ла.

## Історія
Ймовірно, спочатку було індуїстським князівством, яке заснував Мерах Сілу (втім ймовірніше його дід або прадід). Тоді воно називалося Самудра (Самудера), що походить від малайського слова «семудера» — «дуже велика мураха». Це було в тодішній традиції правителів Суматри та Яви надавати назви на честь незвичних рослин, тварин або комах. За іншою версією Самудера походить від самудра, що перекладається як «океан» з санскриту. Від назви цієї держави (Самудра) походить сучасна назва острова Суматра. Ймовірно було засновано як залежне князівство близько 1250 року.
1267 року раджа Мерах Сілу навернувся в іслам, прийнявши титул султана. З цього часу йде його офіційне існування. Деякий час князівство перебувало в залежності від Шривіджаї, але близько 1275 року остаточно звільнилося. Водночас все більше посилюється вплив арабських купців, які фактично монополізували торгівлю, від якої залежала Самудра. Назву Пасай він дав місту на честь свого собаки Сі-Пасаї. Зацікавлений у торгівлі з Китаєм та побоюючись вторгнення близько 1280 року визнав зверхність імперії Юань, куди у 1282 і 1286 року відправляв посольства з подарунками (даниною).
У 1292 році тут протягом 5 місяців знаходився Марко Поло, який згодом описав Пасай у своїй «Книзі про різноманіття світу». Того ж року султан Пасаю мирним шляхом (завдяки шлюбу) приєднав султанат Певревлак. З цього часу Пасай стає провідною державою північної Суматри, сприяючи торгівлю й приборкуючи піратів.
Напочатку XIV ст. Пасай вів невдалі війни з державою Суфаннапхум (попередницею Аюттхаї) У 1345 році мандрівник Ібн Баттута на шляху до Китаю зупинився на 15 днів у Пасаї, де мешкав як гість султана аль-Маліка ат-Тахіра II і після відбув до імперії Юань на султанській джонці. Він відзначив побожність мусульманського правителя, а також його доброту та гостинність.
Поступово політична й економічна потуга Пасаю зростала, внаслідок чого він став конкурентом імперії Маджапахіт, війська якої близько 1350/1360 року завдали поразок султанату, захопивши й пограбувавши його столицю. 1406 року Пасай зазнав нової поразки — від давнього суперника раджанату Накура (Нагора) в північній Суматрі.
Відновлення султанату відбулося за панування Рату Нахрасіяхи, час якої називають «Золотим віком Пасаю». В цей час встановлюються дружні відносини з імперією Мін, флотоводець якої Чжен Хе відвідав Пасай під час усіх своїх подорожів.
З 1462 року починається тривала боротьба за владу, що суттєво послабила державу. Вона припинилася лише у 1474 року з перемогою Мухаммад Сіаха II , але після смерті того у 1495 року почалося нове протистояння за трон.
Португалець Томе Піріш присвятив опису Пасаю 4 сторінки своєї праці «Сума Сходу від Червоного моря до Китайського». 1520 року португальці на чолі з Жоржи де Албукеркі захопили Пасай, де поставили залежного султана, але 1524 року султанат Ачех відвоював його, приєднавши до власних володінь.

## Устрій
На чолі стояв султан, що спирався в управлінні на першого міністра. Вищі чиновники називалися тун. Військовими справами керував сяхбандар, судовими — каді. Власне підпорядкована територія охоплювала лише невеличку частину Північно-Східної Суматри, але під час піднесення Пасая було низка васальних князівств. Сфера впливу на сході Суматри досягала кордонів держави Ару.
Ібн Баттута визначив мазгаб Пасая як шафійський.

### Султани
- Малік ас-Саліх (1267—1297)
- аль-Малік ат-Тахір I (1297—1326)
- Ахмад I (1326—133?)
- аль-Малік ат-Тахір II (133? — 1349)
- Зайн ал-Абідін I (1349—1406)
- Рату Нахрасіях (1406—1428)
- Зайн ал-Абідін II (1428—1438)
- Шалахуддін (1438—1462)
- Ахмад II (1462—1464)
- Абу Зейд Ахмад III (1464—1466)
- Ахмад IV (1466)
- Махмуд I (1466—1468)
- Зайн ал-Абідін III (1468—1474)
- Мухаммад Сіах II (1474—1495)
- аль-Каміл (1495)
- Адлуллах (1495—1506), вперше
- Мухаммед Сіах III (1506—1507)
- Адлуллах (1507—1509), вдруге
- Ахмад V (1509—1514)
- Зайн ал-Абідін IV (1514—1517)
- Зайн ал-Абідін V (1519—1521)

## Економіка
Північна Суматра була багата на золото і ліс (камфора і бензой), а перець там вирощують з початку XV століття. Все це було доступно для купців, які могли зустрічати та відправляти судна з Індійського океану. До кінця XIV століття Пасей став багатим торговим центром, поступаючись на початку XV століття лише Малакці на південно-західному узбережжі Малаккського півострова.
Основними торгівельними партнерами були Гантаваді, Бенгальський і Гуджаратський султанати, Китай часів Юань і Мін, князівство Барус (Барос) на заході Суматри (важливий постачальник камфори), держави Яви, Сухкотай.
В портах та насамперед у столиці султанату існували значні громади торгівців бенгальців, арабів, персів. яванців, тамілів. Завозили рис з Гантаваді та Яви, рубіни та мускус з Аракану, вивозили різні види перцю, інших спецій, камфору, ліс, шовк і порцеляну з Китаю; забезпечили мідь і ртуть, трояндову воду і оброблену шкіру з Гуджарату, рабів і смугастих тунців з Мальдівів, бавовну, з Діу і Камбея.
В султанаті карбувалася власна золота монета девревхам (змінене слово дірхем) з 70 % чистого золота вагою 0,60 г, діаметром 10 мм, ціністю 17 карат. При розрахунках сріблом використовувалася китайська міра лян (в Пасаї її називали тахіл).
Сільське населення для власних потребвирощували рис, що збирали двічі на рік, також було розвинено тваринництво, були череди молочних корів, виготовляли в значній кількості сир.

## Культура
Був центром культури та наукової діяльності. Султани сприяли тому, що до XV ст. іслам поширився усім регіоном, а мова Пасая — рання форма письмової малайської иови в абетці джаві — поширилася на сусідні острови та держави і пізніше стала мовою спілкування в Індонезії та Малайзії.
Разом з тим в офіційних документах, написах на гробницях використовували арабську мову. На тепер існує мавзолей першого султана Маліка ас-Саліха, а також збереглося близько 160 гробниць. Найвизначнішою є поховання принцеси, де одна стела написана старомалайською та деванагарі, а інша — арабською. Також за  повідомленням Ібн Баттути, коли він відвідав Пасай, то не мав проблем в спілкуванні з місцевими мешканцями, які переважно знали арабську мову.
Про Пасая був складений один із найстаріших малайських хікаятів — «Хікаят Раджараджа Пасаї» («Повість про раджів Пасая») кін. XIV ст., що охоплює період від 1250 до 1360 року.